# Patagónia

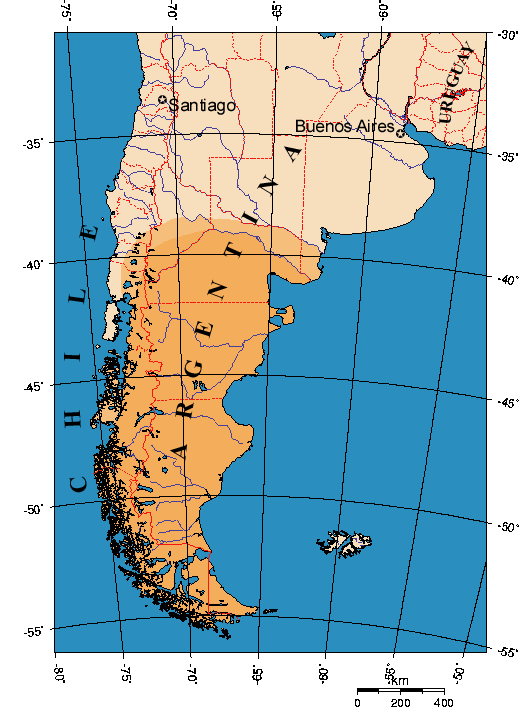
Patagónia az elterjedt meghatározás szerint (narancsszínnel)

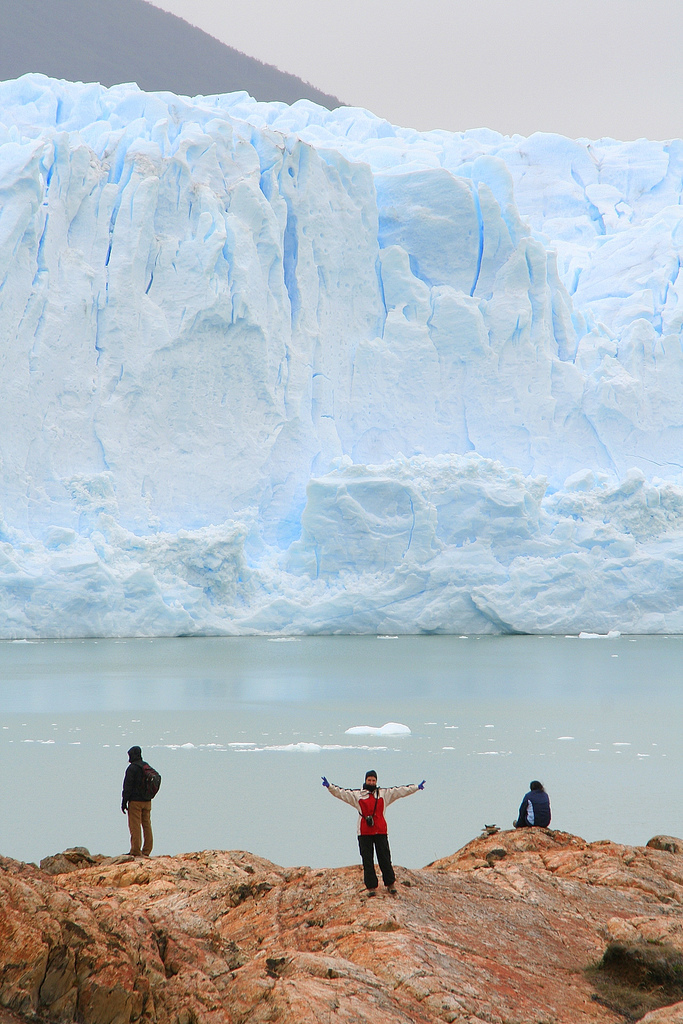
Perito Moreno-gleccser

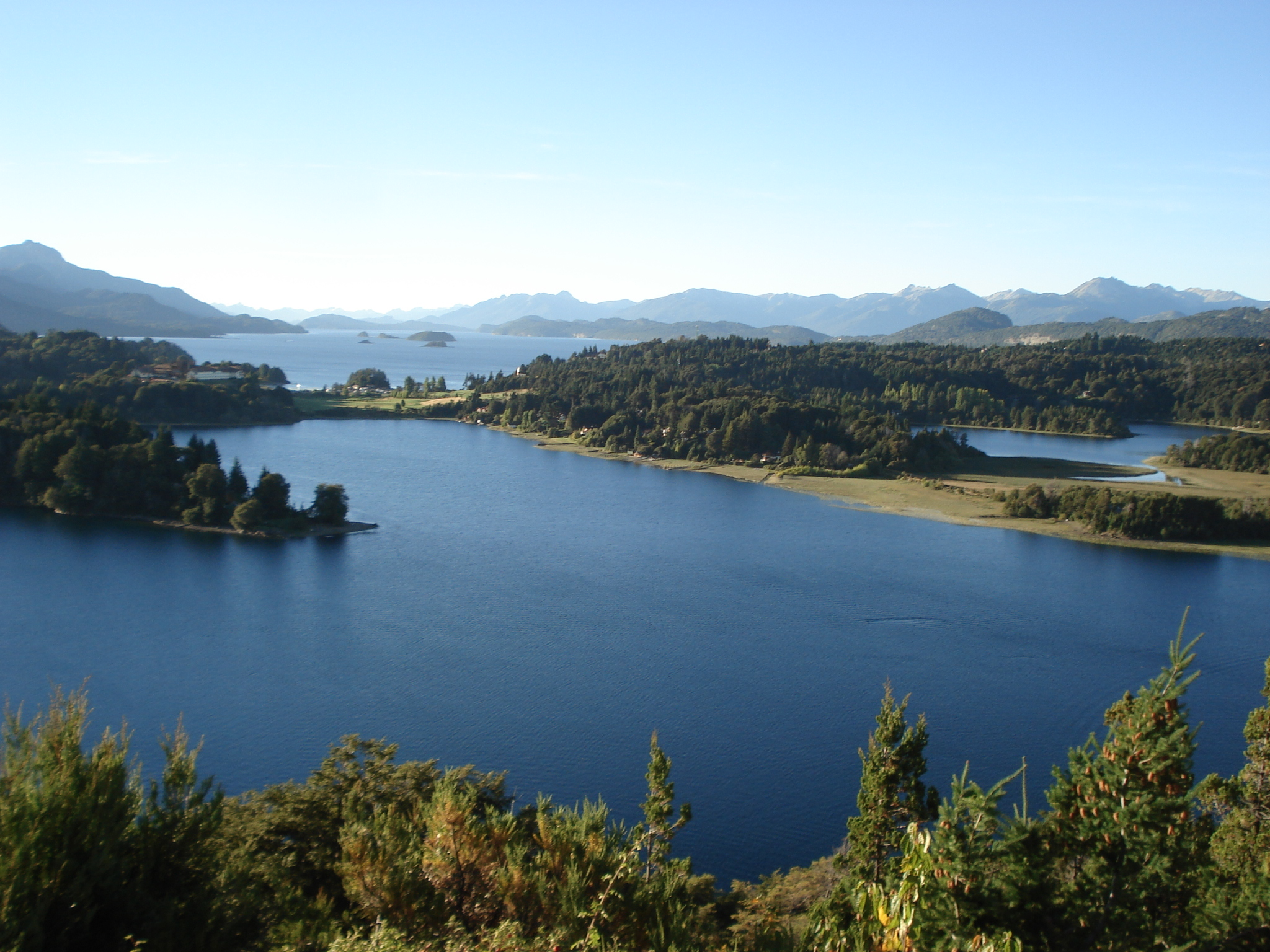
A Nahuel Huapi-tó, az argentínai Bariloche közelében

Patagónia földrajzi régió Dél-Amerika legdélebbi részében, amelyen Argentína és Chile osztozik. Körülbelül akkora, mint Németország háromszorosa, de ezen a hatalmas területen csak mintegy kétmillió ember él.
Nyugati és déli részét az Andok hegyei borítják, keleti részén fennsíkok és alföldek osztoznak.
Neve a patagón szóból származik, amelyet Magellán használt a vidék őslakóira, akikről azt hitték, hogy három méter körüli óriások. 300 évig tartotta magát nemzetközileg a patagónok mítosza, mielőtt kiderült, hogy a helyi indián törzsek normális testméretűek.
Az Andoktól keletre Patagónia a Neuquén és Colorado folyótól délre terül el. Az Andoktól nyugatra a déli szélesség 39. fokától délre helyezkedik el, kivéve a Chiloé-félszigetet, amely nem része Patagóniának.
Az Andoktól keletre Patagónia argentin részéhez Neuquén, Río Negro, Chubut, Santa Cruz és Tierra del Fuego (Tűzföld) tartományok tartoznak hozzá, ezen kívül Buenos Aires, Mendoza és La Pampa tartományok déli csücske. A chilei részhez tartozik Los Lagos régió déli része, illetve Aisén és Magallanes régiók. Nem tartoznak Patagóniához Antarktisz Chile és Argentína által egyaránt igényelt területei.

## Népesség és szárazföldi terület
Patagónia országok közötti területi, népességi és népsűrűségi megoszlása:
| Ország    | Terület (km²) | Népesség (fő) | Népsűrűség (fő/km²) |
| --------- | ------------- | ------------- | ------------------- |
| Argentína | 786 983       | 1 738 251     | 2,2                 |
| Chile     | 256 093       | 261 289       | 1,0                 |
| Összesen  | 1 043 076     | 1 999 540     | 1,9                 |

## Fizikai jellegzetességei
Patagónia legnagyobb része kiterjedt, sztyeppszerű síkság, amely helyenként száz méter magas teraszokat képezve emelkedik, kavics borítja és alig él meg rajta növényzet. A síkságok mélyedéseiben sós- vagy édesvizű tavak helyezkednek el. Az Andokhoz közeledve a kavics fokozatosan porfír, gránit és bazalt megszilárdult lávafolyásainak adja át a helyét, több lesz az állat. A növényzet is egyre dúsabb lesz és hasonló a nyugati part flórájához. Főképp délibükkből és fenyőkből állt. A nyugati Andok nagy mennyiségű esője és a hideg parti vizek együtt hideg, nedves légtömegeket hoznak létre, hozzájárulva a déli félteke legnagyobb jégmezőinek kialakulásához az Antarktiszon kívül.

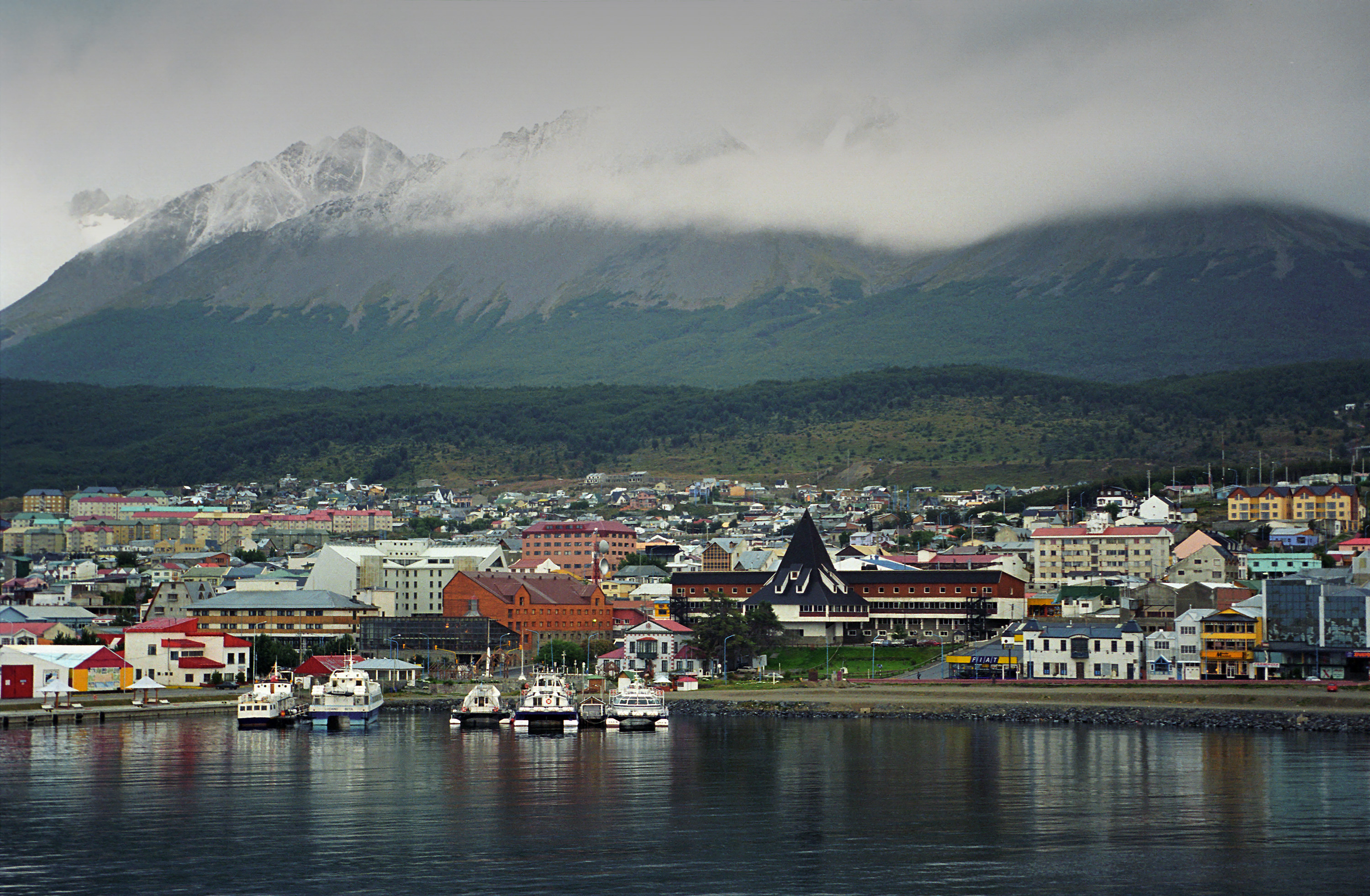
Ushuaia
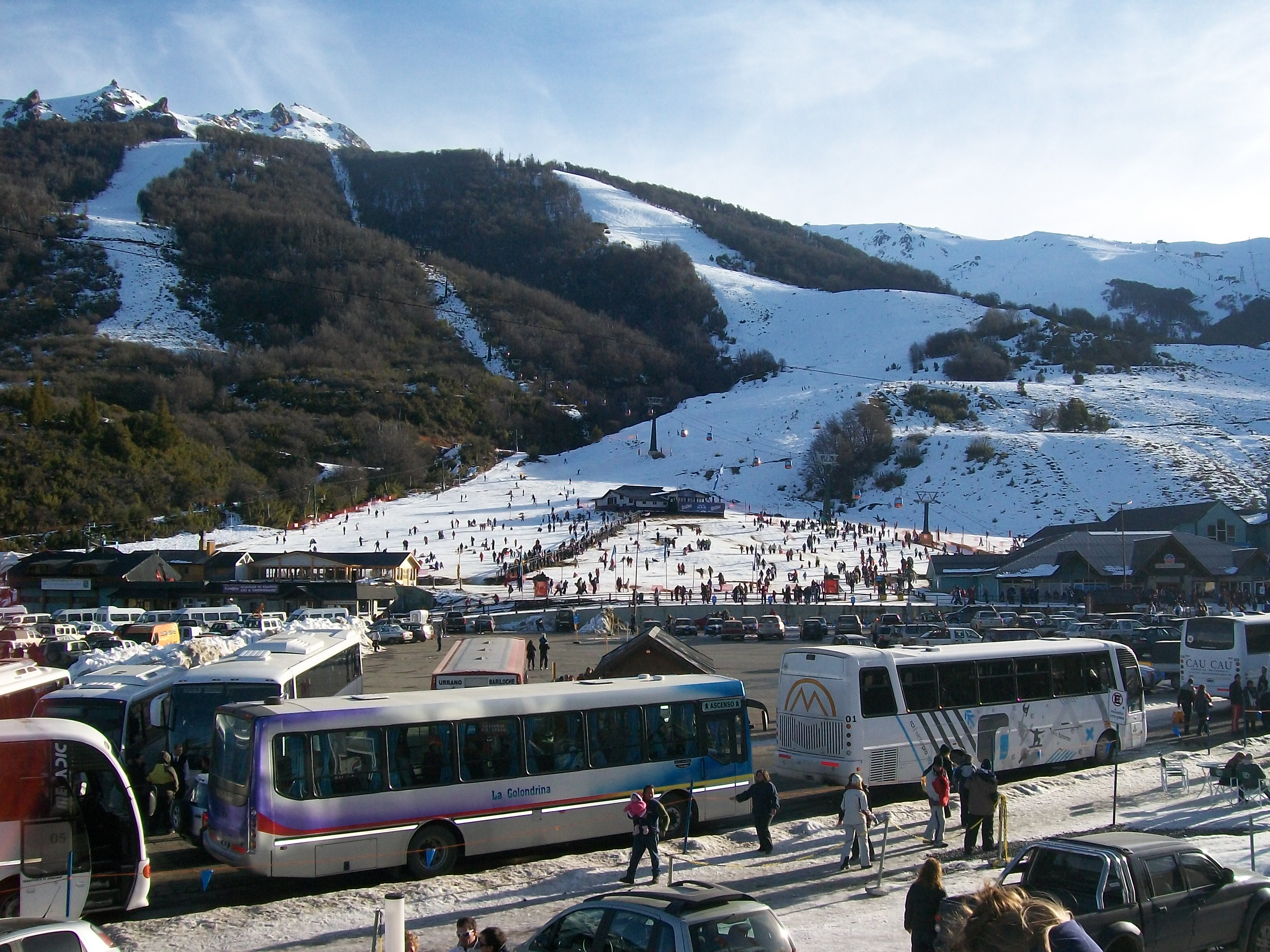
Bariloche
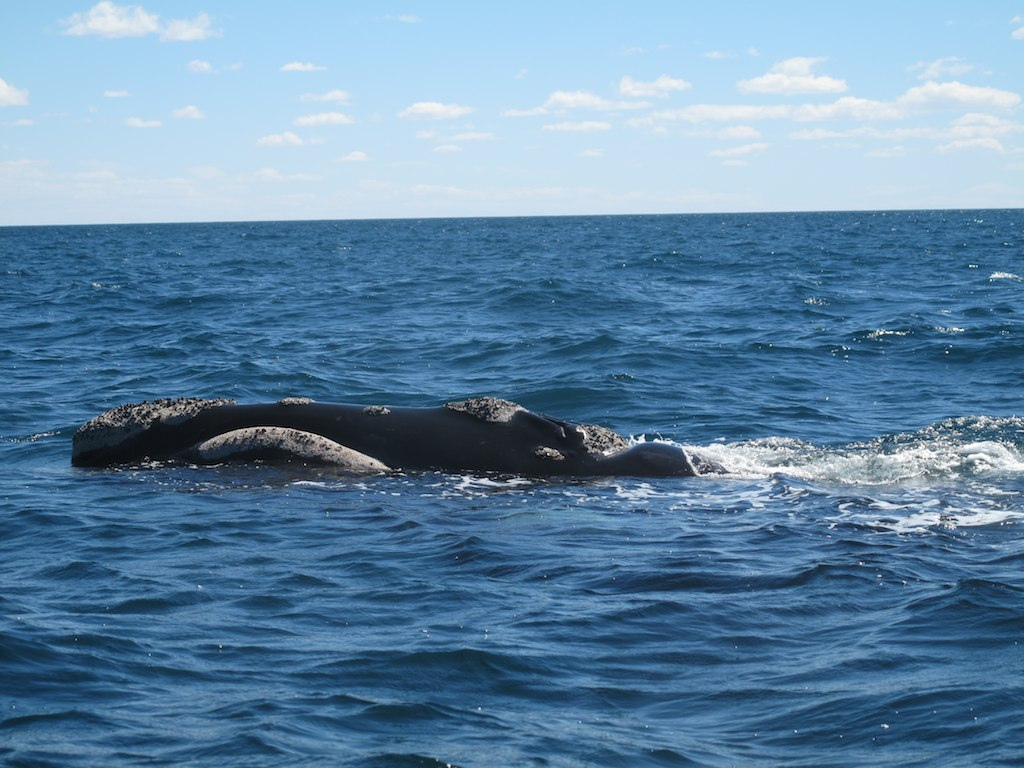
Bálna a Valdés-félsziget közelében
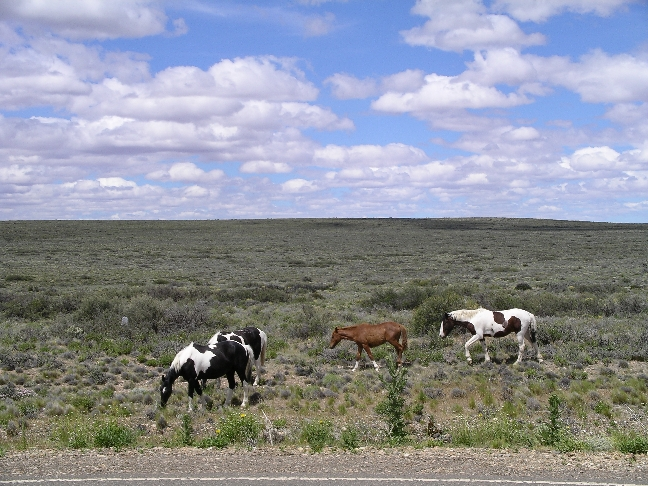
Patagónia széljárta síkságai, Santa Cruz tartomány, Argentína
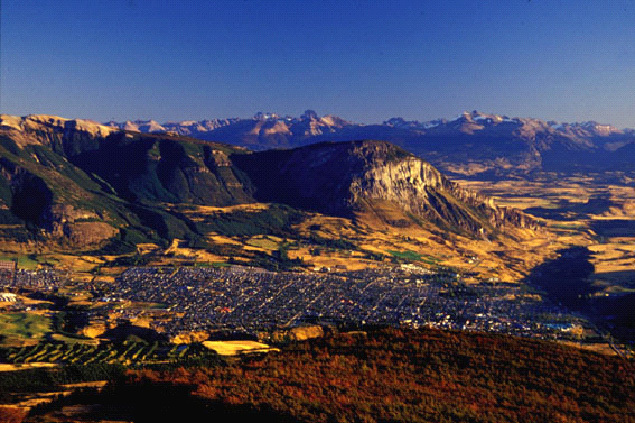
Coihaique város panorámaképe

## Fordítás
Ez a szócikk részben vagy egészben  a   Patagonia című angol Wikipédia-szócikk fordításán alapul.  Az eredeti cikk szerkesztőit annak laptörténete sorolja fel. Ez a jelzés csupán a megfogalmazás eredetét és a szerzői jogokat jelzi, nem szolgál a cikkben szereplő információk forrásmegjelöléseként.